# José Emilio Santamaría Iglesias
José Emilio Santamaría Iglesias (Montevideo, 31 de juliol de 1929) va ser un futbolista i entrenador de futbol uruguaià, posteriorment nacionalitzat espanyol.

## Carrera esportiva
És considerat per molts especialistes com un dels defenses centrals més importants de la història del futbol. Començà la seva trajectòria al Nacional de Montevideo. Amb l'Uruguai disputà el Mundial de Suïssa 1954.
L'any 1957 fou traspassat al Reial Madrid, club amb el qual guanyà tres copes d'Europa. Va jugar com a titular la final de la Copa d'Europa de 1958, que el Madrid va guanyar per 3-2 contra l'AC Milan a Heysel. També va jugar com a titular la final de la Copa d'Europa de 1959, que el Reial Madrid va guanyar contra l'Stade de Reims al Neckarstadion de Stuttgart, i que suposà la quarta Copa d'Europa consecutiva per als blancs. Finalment, va jugar com a titular la final de la Copa d'Europa de 1960, que el Madrid va guanyar contra l'Eintracht Frankfurt al Hampden Park de Glasgow, i que va tancar per al club madrileny la ratxa de cinc victòries consecutives a la Copa d'Europa. També va jugar com a titular la final de la Copa d'Europa de 1962, que el Madrid va perdre contra el SL Benfica per 3 a 5 a l'Estadi Olímpic d'Amsterdam, i que representava la segona victòria consecutiva de l'equip portuguès en la competició.
Va jugar com a titular la final de la Copa d'Europa de 1964, que el Madrid va perdre contra l'Inter de Milà per 1 a 3 al Praterstadion de Viena, la primera victòria del club italià en la competició.
Participà amb la selecció espanyola al Mundial de 1962.
Com a entrenador dirigí brillantment l'Espanyol "dels cinc dofins" amb el qual es classificà tercer a la lliga la temporada 1972-73 i quart la 1975-76. També dirigí sense massa èxit la selecció espanyola al Mundial de futbol de 1982.

## Palmarès
- Copa Intercontinental de futbol: 1960
- Copa d'Europa de futbol: 1957–58, 1958–59, 1959–60
- Campionat uruguaià de futbol: 1950, 1952, 1955, 1956, 1957
- Lliga espanyola de futbol: 1958, 1961, 1962, 1963, 1964
- Copa espanyola de futbol: 1962